# Petit Bourg (Trinidad y Tobago)
Petit Bourg es una localidad de Trinidad y Tobago, que forma parte de la región de San Juan-Laventille.

## Geografía
La localidad abarca parte de la isla Trinidad y limita al norte con Petit Curucaye, al sur con Mt. Lambert, al este con Mt. Hope y al oeste con San Juan.

## Demografía
Datos demográficos de la localidad de Petit Bourg:
| Gráfica de evolución demográfica de Petit Bourg entre 2000 y 2011 |
|                                                                   |